# Электроэнергетика США
Электроэнергетика США — совокупность компаний, предоставляющих генерацию электроэнергии, её передачу и распределение между индустриальными, публичными и частными потребителями. Также к отрасли относят множество регуляторов.

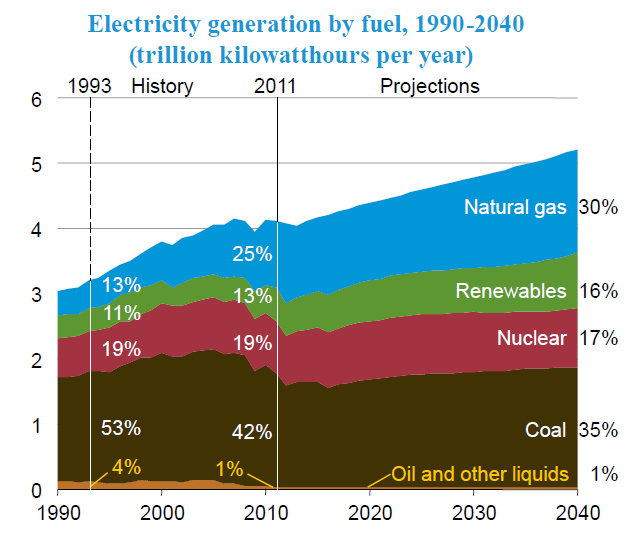
Объёмы электроэнергии, произведённой в США по видам топлива: природный газ, возобновляемые источники, ядерное топливо, уголь.

На 1996 год в США было 3,2 тысячи организаций, занятых в электроэнергетике, из них немного менее тысячи участвуют в генерации. Множество небольших компаний обеспечивают работу электрических сетей и дистрибуцию электричества. Среди всех организаций две тысячи публичных и 10 федеральных. Сети электропередач контролируются некоммерческими независимыми системными операторами (Independent System Operator) и региональными сетевыми организациями (Regional Transmission Organization), которые обязаны предоставлять неизбирательный доступ для любых поставщиков электроэнергии для поддержания конкуренции.
Регуляторами в электроэнергетике выступает несколько публичных институтов. Общие правила устанавливает федеральное правительство в лице Министерства энергетики США (DoE), политику в отношении окружающей среды — Агентство по охране окружающей среды, защитой потребителей занимается Федеральная торговая комиссия. Безопасность ядерных электростанций контролирует Nuclear Regulatory Commission. Экономические правила в сегменте распределения устанавливают штаты, обычно путём создания комиссий «Public Utilities Commission», передачу электроэнергии между штатами регулируют федеральные власти через Federal Energy Regulatory Commission.

Источники электроэнергии в США на 2012 год

В 2013 году в США было произведено 4058 млрд кВт⋅ч электроэнергии. По данным на 2012 год США производит 18,8 % и занимает второе место в мире по производству электроэнергии, уступая лишь КНР.
В 2013 году 67 % электроэнергии выработано тепловыми электростанциями, работающими на ископаемом топливе: 39 % на угле, 27 % — на природном газе, 1 % — на нефти. 19 % электроэнергии выработано атомными электростанциями, 7 % — гидроэлектростанциями, 6 % — возобновляемая энергия: 1,5 % — выработано электростанциями на биотопливе, 0,4 % — геотермальная энергия, 0,2 % — солнечная энергия, 4,1 % — энергия ветра. Доля возобновляемых источников постепенно растёт. Импорт электроэнергии в США в 2012 году составил 47 млрд кВт⋅ч.
В 2008 году средний тариф на электроэнергию составлял около 10 центов за киловатт-час (кВт⋅ч). В 2006—2007 годах тарифы на электричество в США были выше, чем в Австралии, Канаде, Франции, Швеции и Финляндии, но ниже, чем в Германии, Италии, Испании и Великобритании. Тарифы для населения значительно различаются по штатам, составляя от 6,7 цента за кВт⋅ч в штате Западная Виргиния до 24,1 цента за кВт⋅ч на Гавайях. Средний счёт домовладения в 2007 году составлял примерно 100 долларов в месяц.
Большинство инвестиций в электроэнергетическом секторе США финансируется частными компаниями с помощью заёмных и собственных средств. Тем не менее, некоторые инвестиции косвенно финансируются налогоплательщиками через различные субсидии от налоговых льгот до субсидий на научные исследования и разработки, льготные тарифы на возобновляемую энергетику и поддержку семей с низкими доходами.

## Электроэнергетический комплекс
Основные показатели развития электроэнергетики страны характеризуются динамикой установленной летней мощности-нетто и производством электроэнергии-нетто за период с 1960 по 2019 г. включительно.

Динамика установленной (летней) мощности-нетто электростанций США, 1960—2019 гг., ГВт

Производство электрической энергии-нетто, 1960—2019 гг., млрд. кВт∙ч

### Теплоэнергетика

#### Электростанции, сжигающие жидкое топливо
| Крупнейшие тепловые электростанции США (1000 МВт и выше), сжигающие жидкое топливо (на конец 2018 г.) |                             |                                |                                   |                                   |                                   |
| NN п/п                                                                                                | Наименование электростанции | Количество генераторов, единиц | Установленная мощность-нетто, МВт | Установленная мощность-нетто, МВт | Установленная мощность-нетто, МВт |
| NN п/п                                                                                                | Наименование электростанции | Количество генераторов, единиц | паспортная                        | летняя                            | зимняя                            |
| 1 | Oswego Harbor Power         | 2                              | 1803,6                            | 1638                              | 1654,5                            |
| 2 | Manatee                     | 2                              | 1726,6                            | 1618                              | 1638                              |
| 3 | Canal                       | 2                              | 1165                              | 1113                              | 1129                              |
| Общий итог                                                                                            | Общий итог                  | 6                              | 4695,2                            | 4369                              | 4421,5                            |

### Гидроэнергетика
Гидроэнергетический потенциал США (на конец 2008 г.): валовой теоретический гидроэнергопотенциал — 2040 ТВт∙ч/год. Общий технический гидроэнергопотенциал (Technically exploitable capability) — 1339 ТВт∙ч/год. Экономический гидроэнергопотенциал — 376 ТВт∙ч/год.
Обычные гидроэлектростанции
По состоянию на конец 2019 г. в эксплуатации 11 электростанций, установленная (паспортная) мощность которых равна или превышает 1000 МВт.
| Таблица. Крупнейшие конвенциональные гидроэлектростанции США (1000 МВт и выше) (на конец 2019 г.) |                      |                        |                                   |                                   |                                   |
| № п/п                                                                                             | Электростанция       | Количество генераторов | Установленная мощность-нетто, МВт | Установленная мощность-нетто, МВт | Установленная мощность-нетто, МВт |
| № п/п                                                                                             | Электростанция       | Количество генераторов | паспортная                        | летняя                            | зимняя                            |
| 1                                                                                                 | Bonneville           | 20                     | 1162                              | 1153,9                            | 1153,9                            |
| 2                                                                                                 | Boundary             | 6                      | 1118,6                            | 1103,8                            | 1103,8                            |
| 3                                                                                                 | Chief Joseph         | 27                     | 2456,2                            | 2363,4                            | 2363,4                            |
| 4                                                                                                 | Glen Canyon Dam      | 8                      | 1312                              | 1312                              | 1312                              |
| 5                                                                                                 | Grand Coulee         | 27                     | 6495                              | 6765                              | 6765                              |
| 6                                                                                                 | Hoover Dam (NV)      | 19                     | 2078,8                            | 2079,1                            | 2079,1                            |
| 7                                                                                                 | John Day             | 16                     | 2160                              | 2058                              | 2058                              |
| 8                                                                                                 | Robert Moses Niagara | 13                     | 2429,1                            | 2434,9                            | 2434,9                            |
| 9                                                                                                 | Rocky Reach          | 11                     | 1299,6                            | 1253,9                            | 1253,9                            |
| 10                                                                                                | The Dalles           | 24                     | 1819,7                            | 1822,7                            | 1822                              |
| 11                                                                                                | Wanapum              | 10                     | 1201,8                            | 1201,8                            | 1201,8                            |

Гидроаккумулирующие электростанции
| Таблица. Крупнейшие гидроаккумулирующие электростанции США (1000 МВт и выше) (на конец 2019 г.) |                      |                        |                                   |                                   |                                   |
| № п/п                                                                                           | Электростанция       | Количество генераторов | Установленная мощность-нетто, МВт | Установленная мощность-нетто, МВт | Установленная мощность-нетто, МВт |
| № п/п                                                                                           | Электростанция       | Количество генераторов | паспортная                        | летняя                            | зимняя                            |
| 1                                                                                               | Bath County          | 6                      | 2862                              | 3003                              | 3003                              |
| 2                                                                                               | Ludington            | 6                      | 1979                              | 2152                              | 1999                              |
| 3                                                                                               | Raccoon Mountain     | 4                      | 1714                              | 1616                              | 1616                              |
| 4                                                                                               | Castaic              | 6                      | 1626                              | 1623                              | 1623                              |
| 5                                                                                               | Bad Creek            | 4                      | 1296                              | 1360                              | 1360                              |
| 6                                                                                               | Northfield Mountain  | 4                      | 1168                              | 1168                              | 1168                              |
| 7                                                                                               | Muddy Run            | 8                      | 1072                              | 1070                              | 1070                              |
| 8                                                                                               | Helms Pumped Storage | 3                      | 1053                              | 1212                              | 1212                              |
| 9                                                                                               | Blenheim Gilboa      | 4                      | 1000                              | 1169                              | 1170                              |

### Атомная энергетика
Парк реакторов США за весь период функционирования атомной энергетики, начиная с 1 января 1954 г. и по состоянию на 1 января 2021 г. по данным PRIS IAEA, насчитывал 135 реакторов (включая 2 строящиеся и 38 закрытых). На США приходится 21 % от мирового парка реакторов (95 из 445) и 25 % установленной мощности (97,2 ГВт из 394,6 ГВт) и в соответствии с EES EAEC представлен в нижеследующей таблице

### Возобновляемая энергия
| Источник энергии | Кол-во станций | Уст. мощн. (ГВт) | % от общ.уст.мощн. | КИУМ  | Годовая выработка, млрд кВт*ч | % от год.выр. |
| ---------------- | -------------- | ---------------- | ------------------ | ----- | ----------------------------- | ------------- |
| Гидро            | 4023           | 78.7             | 7.4                | 0.40  | 276.24                        | 6.75          |
| Ветер            | 947            | 59               | 5.5                | 0.272 | 140.82                        | 3.44          |
| Дрова            | 351            | 7.5              | 0.7                | 0.575 | 37.8                          | 0.92          |
| Биомасса         | 1766           | 4.8              | 0.45               | 0.471 | 19.82                         | 0.48          |
| Геотерм.         | 197            | 2.6              | 0.24               | 0.683 | 15.56                         | 0.38          |
| Солнечн.         | 553            | 3.2              | 0.3                | 0.154 | 4.33                          | 0.11          |
| Всего            | 7837           | 155.8            | 14.66              | 0.362 | 494.57                        | 12.08         |

Возобновляемая энергетика в США активно развивается. Например, в 2009 году было запланировано двукратное увеличение таких электростанций за три года.
За счёт возобновляемых источников в США было произведено чуть более 10 % от всей энергии (первая половина 2008), причем большую часть этой энергии, 6 % выработали гидроэлектростанции. Минэнерго США не исключает, что к 2030 году ветроэнергетика (в том числе ветротурбины, установленные в море) сможет генерировать до 20 % требуемой электроэнергии (в настоящее время лишь 3 %).
Строятся многочисленные солнечные тепловые станции, в том числе 64 МВт Nevada Solar One. Крупные электростанции — группа SEGS в пустыне Мохаве общей установленной мощностью 354 МВт. Крупнейшая солнечная станция США на фотоэлементах — 14 МВт Nellis Solar Power Plant вблизи Лас-Вегаса (Невада), которая, вероятно, сможет вырабатывать около 30 миллионов кВт*ч для Nellis Air Force Base.

## Электросети
В настоящее время в США имеется две основные сети электроснабжения на переменном токе: Eastern Interconnection и Western Interconnection. Кроме них имеется две небольшие энергосистемы: Alaska Interconnection (Аляска) и Texas Interconnection (Техас). Три энергосистемы, Eastern, Western и Texas связаны друг с другом через соединения постоянного тока, позволяя передавать электроэнергию по континентальным штатам США, в Канаду и в Мексику. Операторами сетей являются некоммерческие transmission system operator (TSO)
Стандартные параметры бытовой электросети — 120 В, 60 Гц.

Три основных и два дополнительных соединения NERC Interconnections, а также девять региональных «NERC Regional Reliability Councils».

## Энергосбережение
Федеральное правительство поощряет развитие энергосбережения в стране с помощью программы Energy Star. Также в этой области работает индустриальная группа «Alliance to Save Energy».

## Регулирование

### Законодательство
Основные законы, регулирующие отрасль:
- Federal Power Act (1935)
- National Energy Act (1978) и Public Utility Regulatory Policies Act (PURPA)
- Energy Policy Act (1992)
- Energy Independence and Security Act (2007) — запретил лампы накаливания